# Kosiska (województwo dolnośląskie)
Kosiska – wieś w Polsce położona w województwie dolnośląskim, w powiecie jaworskim, w gminie Wądroże Wielkie.

## Podział administracyjny
W latach 1975–1998 miejscowość administracyjnie należała do województwa legnickiego.

## Zabytki
Do wojewódzkiego rejestru zabytków wpisane są obiekty:
- kościół parafialny pw. śś. Apostołów Piotra i Pawła, z XVI w., przebudowany w drugiej połowie XVIII w. Proboszczem parafii jest obecnie (rok 2015) ks. Krzysztof Zambroń[5]
- cmentarz przykościelny